# Навратих
Навратих (енгл. I Came By) британски је филмски трилер из 2022. у режији и по сценарију Бабака Анварија. Главне улоге тумаче Џорџ Макај, Персел Аскот, Кели Макдоналд и Хју Боневил. Филм је од 19. августа 2022. приказиван у биоскопима у Уједињеном Краљевству, након чега га је Netflix приказао од 31. августа 2022.

## Радња
Графитер ком су на мети домови друштвене елите у скривеном подруму открије бизарну тајну и покрене низ догађаја који његове блике људе доведу у опасност.

## Улоге
| Глумац         | Улога        |
| -------------- | ------------ |
| Хју Боневил    | Хектор Блејк |
| Џорџ Макај     | Тоби Нили    |
| Персел Аскот   | Џеј Агаси    |
| Кели Макдоналд | Лизи Нили    |
| Варада Сету    | Наз Рахим    |
| Франц Ашман    | Ела Лојд     |